# Jean Samuel de Loys
Pour les articles homonymes, voir Famille de Loys.
Jean Samuel de Loys, né le 10 juin 1761 à Genève et mort le 1er décembre 1825 à Lausanne, est un militaire, un agronome, un propriétaire et une personnalité politique suisse.

## Biographie
De confession protestante, originaire de Lausanne, Jean Samuel de Loys est le fils de Jean-Louis de Loys (seigneur de Correvon, conseiller de Lausanne et des Deux-Cents de Genève), et d'Andréanne Cramer. Il épouse en 1784 Antoinette-Pauline de Chandieu. Après des études à l'académie de Genève en 1775, il suit l'école militaire de Colmar entre 1776 et 1777. Il est officier au service de France dans le régiment de Bettens de 1777 à 1792. Agronome, il est propriétaire à Lausanne et à Ecublens des domaines de Vidy et de Dorigny, où il élève des mérinos. Membre de la Société suisse des sciences naturelles dès 1817, il publie plusieurs études dans diverses revues.

### Parcours politique
Coopté député au Grand Conseil vaudois en 1814, il est réélu en 1820. Il est en parallèle Conseiller d'État du 4 août 1814 à 1816. Il s'occupe notamment, à Paris, des relations postales avec la France,.